# 192 Nausicaa
192 Nausicaa (uneori: 192 Nausikaa) este un asteroid din centura principală, care a fost descoperit de astronomul Johann Palisa, la data de 17 februarie 1879, la Observatorul din Pola, azi în Croația.

## Denumirea asteroidului
Numele său face referire la prințesa Nausicaa, fiica regelui feacilor, Alcinous, care l-a găzduit pe Ulise, în urma unui naufragiu, survenit în timpul călătoriei de întoarcere din războiul troian,  povestită de Homer, în Odiseea.

## Caracteristici
Asteroidul 192 Nausicaa are diametrul mediu de circa 103,26 km. Prezintă o orbită caracterizată de o semiaxă majoră egală cu 2,4040059 UA și de o excentricitate de 0,2457705, înclinată cu 6,81438° în raport cu ecliptica.